# Палата (фильм, 1964)
«Палата» — советский художественный фильм 1964 года режиссёра Георгия Натансона по мотивам одноимённой пьесы Самуила Алёшина.

## Сюжет
Перед угрозой смерти, в изолированном мире больничной палаты, неизбежно выявляются не только физические, но и духовные, нравственные недуги человека. Эта мысль заложена и в пьесе, и в снятом на её основе кинофильме «Палата».

В больничной палате хирургической клиники четверо лежащих в одинаковых пижамах больных: писатель Новиков, рабочий Гончаров, учитель Терехин и крупный работник промышленности Прозоров. Они различны по возрасту, по образованию, по своему положению в обществе.
Новиков ждёт операции на сердце, Гончарову должны ампутировать ноги, очень тяжело болен Терехин. И только Прозоров относительно благополучен: его ждет операция аппендицита.
Прозоров, в силу своего «высокого положения» уверенный в своей исключительности, что имеет преимущества перед другими больными, капризно требует к себе особого отношения, возмущается тем, что им занимается не профессор, а рядовой врач. Когда дело доходит до хамства Прозорова соседу по палате рядовому рабочему Гончарову, Новиков вступает с ним в спор.
Коротая время за разговорами, обитатели палаты постепенно выясняют, насколько несхожи их мировоззрения и жизненные принципы.
Критическая ситуация подвергает испытанию и личную жизнь героев. Терёхин убеждается в неискренности и никчемности своей жены Тамары. Ещё крепче становится любовь Гончарова и его жены Зины. Новиков убеждается в искренности большого чувства своей подруги Ксении.
«Моментом истины» когда особенно ярко проявляются свойства характера героев, наступает во время сложнейшей операции Новикову.

Больничная палата, где лежат мужчины в одинаковых пижамах, становится ареной схватки, столкновения полярных убеждений. 
Гуманное, светлое, чистое обязано вытеснить все дрянное и жестокое, объявить «Вне закона», сделать его существование невозможным.— Н. Игнатьева - Только своим путём! // Искусство кино, 1965

## В ролях
- Андрей Попов — Новиков, писатель
- Евгений Перов — Прозоров, крупный работник промышленности
- Виталий Доронин — Гончаров, рабочий
- Юрий Пузырёв — Терёхин, учитель
- Руфина Нифонтова — Ксения Ивановна, подруга Новикова
- Наталья Фатеева — Тамара, жена Терёхина
- Инна Макарова — Зина, жена Гончарова
- Борис Токарев — Миша Новиков
- Юрий Аверин — профессор
- Феликс Яворский — ординатор
- Жанна Прохоренко — медсестра

## Литературная основа
Фильм снят по мотивам одноимённой пьесы Самуила Алёшина, это одна из первых его пьес поставленных в профессиональном театре — Малом театре — режиссёром Л. В. Варпаховским (премьера — 29 ноября 1962), и вызвавшая заметный интерес.

«Палата» представала удивительно гармоничным, точно выстроенным спектаклем. Здесь все оказывалось убедительным — и преданность жены Гончарова, и влюбленность Новикова, и подлое предательство жены Терехина, и ведущиеся идейные споры между Новиковым и Прозоровым. … показывая, как неудобно себя чувствуют Прозоровы без привычного кресла, страха вокруг них, как смешны в больничных условиях властные интонации и сознание своего превосходства над окружающими. … Новиков борцом оставался всегда, даже когда, по существу прощаясь с жизнью, беседовал с сыном Мишей, передавая ему свои убеждения честного человека.— Ю. Дмитриев — Академический Малый театр. 1941—1995. — М., 1997
При этом литературовед Лев Аннинский писал, что фигура главного героя получилась «из чистых понятий и отвлечённых тезисов», в то время как более реальной фигурой вышел его антипод Прозоров — «наглый и уверенный в своей избранности».

## Рецензии
- Н. Игнатьева — Только своим путём! (о фильме «Палата») // Искусство кино, 1965. — стр. 90-93